# Katharine Elliot
Katharine Elliot (née Tennant, 15 janvier 1903 - 3 janvier 1994) est une fonctionnaire et femme politique britannique.

## Jeunesse
Née Katharine Tennant en 1903, elle est la fille de l'industriel et homme politique écossais Sir Charles Tennant (alors âgé de soixante-dix-neuf ans) et sa deuxième épouse, Marguerite Miles, fille du colonel Charles William Miles, député et cousine de Sir Philip Miles. Enfant, elle joue dans la crèche du 10 Downing Street, la maison de sa demi-sœur beaucoup plus âgée, Margot Asquith, l'épouse du premier ministre d'alors, Herbert Henry Asquith. Tennant, lors d'une visite à sa sœur, jette son ours en peluche par la fenêtre du 10 Downing Street aux suffragettes qui protestaient.
Elle est éduquée à la maison par des gouvernantes, puis à Abbot's Hill School et enfin à Paris. Elle est présentée à la cour à George V comme débutante, mais déclare plus tard: «J'étais plus intéressée par la politique que par les fêtes» et grandit avec de forts idéaux libéraux . Après des études à la London School of Economics, elle est aussi une violoniste accomplie, organiste, cavalière, golfeuse et parlant couramment le français.

## Mariage
Le 2 avril 1934, elle épouse Walter Elliott, médecin et député du Parti unioniste qui est à l'époque ministre de l'Agriculture, des Pêcheries et de l'Alimentation du gouvernement national de Ramsay MacDonald. À l'apogée de sa carrière, Elliot est probablement la personnalité politique conservatrice le plus important d'Écosse. Elle est sa seconde épouse; la première est morte pendant leur lune de miel quinze ans plus tôt. Elliot est le fils d'un commissaire-priseur de bétail et il est devenu un expert dans le commerce d'animaux de ferme et de matériel agricole. 

## Politique
Elliot s'est ensuite impliquée dans les affaires conservatrices, écrit des discours et fait campagne aux élections pour son mari, ainsi que la promotion de sa promulgation du Milk Marketing Board. Toujours en contact avec ses racines libérales, elle est favorable à la réforme des prisons et est opposée à la peine capitale. De 1939 à 1949, elle est présidente de l'Association nationale des clubs mixtes et des clubs de filles (plus tard connue sous le nom de Youth Clubs UK) et elle siège au comité consultatif du ministère de l'Intérieur sur le traitement des délinquants de 1946 à 1962, période pendant laquelle elle visite toutes les prisons du royaume. Elle siège également au comité consultatif sur la garde d'enfants en Écosse de 1956 à 1965, est présidente du Comité national des femmes conservatrices  de 1954 à 1957 et présidente de l'Union nationale des associations conservatrices et unionistes de 1956 à 1967. Elle est la première présidente du Conseil des consommateurs en 1963. À trois reprises, en 1954, 1956 et 1957, elle est membre de la délégation britannique aux Nations Unies et en l'absence de ministres pendant la crise de Suez en 1956, elle prononce un discours dénonçant l'invasion soviétique de la Hongrie pendant la révolution hongroise de 1956. Elle est nommée Commandeur de l'Ordre de l'Empire britannique en 1946, reçoit la Grande Croix d'Argent de l'Ordre du Mérite d'Autriche en 1963.
Dans un épisode de 1958 de l'émission télévisée de la BBC The Brains Trust, elle se décrit comme une «défenseuse impénitente des votes pour les femmes» .
Après la mort de son mari en 1958, Elliot lui succède à la tête de la société familiale de vente aux enchères et se présente à sa place en tant que candidate à Glasgow Kelvingrove, mais perd par une faible marge de voix face à la candidate travailliste Mary McAlister en 1958.
En 1958, Elliot est promue comme Dame Commandeur de l'Ordre de l'Empire britannique et créée baronne Elliot de Harwood, de Rulewater dans le comté de Roxburgh. En tant que l'une des quatre premières femmes qui ont été créées par les pairs en vertu de la Life Peerages Act 1958, elle est la première pairesse à parler à la Chambre des lords, la première à proposer l'adresse loyale et la première à passer un projet de loi privé à la Chambre (à la demande de Margaret Thatcher de la Chambre des communes, faisant du projet de loi le premier à être soumis aux deux chambres par des femmes).
Lors de l'ouverture officielle du Parlement en novembre 1993, Elliot trébuche sur ses robes parlementaires et tombe en quittant la Chambre des lords. Elle est  transportée à l'hôpital et est décédée à l'hôpital Hawick Cottage, près de son domicile écossais de Harwood, le 3 janvier 1994, à l'âge de 90 ans. Elle est enterrée à l'église paroissiale de Hobkirk le 8 janvier et un service d'action de grâce est célébré en sa mémoire à l'Église Sainte-Marguerite de Westminster, le 14 avril.